# Pierron
Pierron és una vila dels Estats Units a l'estat d'Illinois. Segons el cens del 2000 tenia 653 habitants.

## Demografia
Segons el cens del 2000, Pierron tenia 653 habitants, 251 habitatges, i 175 famílies. La densitat de població era de 296,6 habitants/km².
Dels 251 habitatges en un 35,1% hi vivien nens de menys de 18 anys, en un 55,4% hi vivien parelles casades, en un 10% dones solteres, i en un 29,9% no eren unitats familiars. En el 23,9% dels habitatges hi vivien persones soles el 10% de les quals corresponia a persones de 65 anys o més que vivien soles. El nombre mitjà de persones vivint en cada habitatge era de 2,6 i el nombre mitjà de persones que vivien en cada família era de 3,16.
Per edats la població es repartia de la següent manera: un 27,4% tenia menys de 18 anys, un 10,6% entre 18 i 24, un 29,1% entre 25 i 44, un 22,5% de 45 a 60 i un 10,4% 65 anys o més.
L'edat mediana era de 35 anys. Per cada 100 dones de 18 o més anys hi havia 100 homes.
La renda mediana per habitatge era de 35.595 $ i la renda mediana per família de 37.813 $. Els homes tenien una renda mediana de 32.708 $ mentre que les dones 20.859 $. La renda per capita de la població era de 18.196 $. Aproximadament el 4,1% de les famílies i el 5,1% de la població estaven per davall del llindar de pobresa.

## Poblacions properes
El següent diagrama mostra les poblacions més properes.